# Paul A. Fisher
Pour les articles homonymes, voir Fisher.
Paul A. Fisher (né le 12 mars 1921 et mort le 5 décembre 2007) est un journaliste et essayiste américain, ancien agent de renseignement.

## Biographie
Fisher est né à Indianapolis le 12 mars 1921. En 1943, il est diplômé de l’Université de Notre Dame. Il a ensuite fréquenté la School of Foreign Service de l’Université de Georgetown et l’Université américaine de Washington, DC. Il a été agent du renseignement au sein de l'Office of Strategic Services au cours de la Seconde Guerre mondiale en Afrique du Nord et en Italie. Il a ensuite servi comme officier de contre-espionnage dans la guerre de Corée.
Il a été assistant législatif pendant huit ans auprès du représentant américain James J. Delaney (D-N.Y.) À la fin des années 1960 et au début des années 1970. Il a ensuite brièvement pris sa retraite en Irlande en revenant aux États-Unis pour y poursuivre une carrière de journaliste[Quoi ?].
Il a travaillé comme rédacteur pour le magazine Triumph et était le chef du bureau de Washington pour le magazine Twin Circle. Il a également écrit pour le National Catholic Register et The Wanderer. Parmi ses missions, il a notamment couvert le conflit en Irlande du Nord et voyagé avec le pape Jean Paul II.
Fisher a étudié l'histoire de la franc-maçonnerie et a écrit deux livres et de nombreux articles sur le sujet. À l'aide des livres et des publications du groupe, il dévoile une histoire de l'organisation secrète.
Son épouse, Ruth Morey Fisher, est décédée en 1989. Il a ensuite épousé Irene Bock en 1994. Il est membre de l'Ordre équestre du Saint-Sépulcre de Jérusalem et des Chevaliers de Colomb. Il a subi un accident vasculaire cérébral et meurt de complications le 5 décembre 2007.

## Publications
- Behind the Lodge Door: Church, State & Freemasonry in America, Tan Books, 1994.
- Their God Is the Devil: Papal Encyclicals and Freemasonry
- The two-thousand-year war, 2006